# Будённовский район (Ставропольский край)
Будённовский райо́н — территориальная единица в Ставропольском крае России. В границах района образован Будённовский муниципальный округ.
Административный центр — город Будённовск.

## География
Будённовский район является самым крупным сельскохозяйственным районом с крупным промышленным центром (город Будённовск) Ставропольского края. На севере граничит с Арзгирским районом, на востоке с Нефтекумским и Левокумским, на юге и юго-западе — с Советским и Степновским, а на западе — с Благодарненским и Новоселицким районами.
Рельеф представляет собой в основном низменную равнину, изрезанную балками и речными долинами.

## История
10 июня 1900 года в составе Ставропольской губернии из частей Александровского и Новогригорьевского уездов был создан Прасковейский уезд. 29 декабря 1910 года Прасковейский уезд переименован в Святокрестовский уезд.
1 (14) января 1918 года на территории бывшей Ставропольской губернии образована Ставропольская советская республика.
5 июля 1918 года Святокрестовский уезд автоматически перешёл в состав Северо-Кавказской советской республики с центром в Екатеринодаре (ныне — Краснодар), в результате объединения Кубано-Черноморской, Ставропольской и Терской советских республик.
В 1919—1920 годах административное деление на Северном Кавказе нарушено ходом военных действий Гражданской войны.
11 августа 1921 года Постановлением ВЦИК Святокрестовский уезд причислен к Терской губернии с центром в городе Георгиевске. 28 декабря того же года Решением Коллегии НКВД Святокрестовский уезд переименован в Прикумский уезд.
2 июня 1924 года Терская губерния преобразована в Терский округ с центром в Пятигорске. Уезды называются районами.
22 августа 1924 года Постановлением ВЦИК образована Юго-Восточная область, в которую вошёл в числе прочих Терский округ. Центр — город Ростов-на-Дону. 16 октября того же года Постановлением ВЦИК Юго-Восточная область переименована в Северо-Кавказский край.
23 апреля 1928 года Постановлением ВЦИК к Прикумскому району присоединён Левокумский район.
10 января 1930 года были ликвидированы все русские округа, в том числе — Терский. 8 августа того же года Постановлением Президиума крайисполкома утверждена сеть районов и городов, непосредственно подчинённых Севкавкрайисполкому.
30 января 1931 года Арзгирский район ликвидирован и включён в состав Прикумского района.
10 января 1934 года Постановлением ВЦИК из состава Северо-Кавказского края выделен Азово-Черноморский край. Краевым центром Северо-Кавказского края определён город Пятигорск.
23 января 1935 года в составе Северо-Кавказского края 13 на тот момент существующих районов преобразованы в 43 района, в том числе Прикумский. 7 августа того же года Постановлением ЦИК СССР Прикумский район переименован в Будённовский район.
13 марта 1937 года Постановлением Президиума ВЦИК Северо-Кавказский край переименован в Орджоникидзевский край. 25 мая того же года Постановлением СНК СССР административный центр Орджоникидзевского края переведён из города Пятигорска в город Ворошиловск (Ставрополь).
11 января 1943 года Будённовский район освобождён от немецко-фашистских захватчиков.
20 августа 1953 года упразднён Архангельский район. Его территория передана Будённовскому району.
14 ноября 1957 года Указом Президиума Верховного Совета СССР Будённовский район переименован в Прикумский.
30 сентября 1958 года к Прикумскому району была присоединена часть территории упразднённого Новоселицкого района.
В 1962 году в Ставропольский край из Турции прибыли семьи казаков-некрасовцев, которые были размещены в Левокумском и Прикумском районах.
1 февраля 1963 года были образованы вместо существующих 15 сельских районов: Александровский, Апанасенковский, Благодарненский, Воронцово-Александровский, Георгиевский, Изобильненский, Ипатовский, Кочубеевский, Красногвардейский, Курский, Левокумский, Минераловодский, Петровский, Прикумский и Шпаковский.
12 января 1965 года Президиум Верховного Совета РСФСР постановил:
Арзгирский, Александровский, Апанасенковский, Благодарненский, Георгиевский район, Изобильненский, Ипатовский, Кочубеевский, Красногвардейский, Курский район, Левокумский, Минераловодский, Новоалександровский район, Петровский район, Прикумский, Советский и Шпаковский сельские районы преобразовать в районы.
30 ноября 1973 года постановлением Президиума Верховного Совета РСФСР Прикумский район переименован в Будённовский район.
18 февраля 1993 года в Будённовском районе был образован Краснооктябрьский сельсовет (с центром в селе Красный Октябрь), в состав которого вошли село Красный Октябрь и хутор Горный, выделенные из состава Покойненского сельсовета этого же района.
19 марта 2010 года жителями города Будённовска и Будённовского района проведён референдум, в результате которого, законом Ставропольского края от 1 июля 2010 года городской округ «город Будёновск» был лишён статуса городского округа, наделён статусом городского поселения и передан в состав Будёновского муниципального района. Закон вступил в силу с 1 января 2011 года. На уровне территориального устройства город был включён в состав территориального района, статус города краевого значения сохранён.
С 27 июля 2012 года Будённовск был включён в состав Будённовского района, статус города краевого значения при этом был сохранён.
Законом Ставропольского края от 31 января 2020 года, все муниципальные образования Будённовского муниципального района с 16 марта 2020 года были преобразованы путём их объединения в единое муниципальное образование Будённовский муниципальный округ.

## Население
| 1926     | 1939     | 1959     | 1970     | 1979     | 1989     | 1990     | 1991     | 1992     | 1993     | 1994     | 1995     |
| -------- | -------- | -------- | -------- | -------- | -------- | -------- | -------- | -------- | -------- | -------- | -------- |
| 31 327   | ↗59 049  | ↗72 996  | ↘49 557  | ↘44 812  | ↗47 762  | ↗48 700  | ↗49 400  | ↗50 300  | ↗51 300  | ↗52 200  | ↗53 800  |
| 1996     | 1997     | 1998     | 1999     | 2000     | 2001     | 2002     | 2003     | 2004     | 2005     | 2006     | 2007     |
| ↘53 475  | ↘53 275  | ↗53 866  | ↗54 583  | ↗54 872  | ↘54 607  | ↘54 085  | ↘53 908  | ↘53 442  | ↘52 975  | ↘52 677  | ↘52 133  |
| 2008     | 2009     | 2010     | 2011     | 2012     | 2013     | 2014     | 2015     | 2016     | 2017     | 2018     | 2019     |
| ↘51 690  | ↘51 488  | ↗53 251  | ↗117 969 | ↘117 804 | ↘117 093 | ↘116 414 | ↘116 274 | ↘116 014 | ↘115 771 | ↘115 490 | ↘114 701 |
| 2020     | 2021     | 2023     | 2024     |          |          |          |          |          |          |          |          |
| ↘113 799 | ↘108 796 | ↘107 390 | ↘106 466 |          |          |          |          |          |          |          |          |

### Урбанизация
В городских условиях (Будённовск) проживают 53,06 % населения района.
Гендерный состав
По итогам переписи населения 2010 года проживали 25 179 мужчин (47,28 %) и 28 072 женщины (52,72 %).

### Национальный состав
По итогам переписи населения 2010 года проживали следующие национальности (национальности менее 1 %, см. в сноске к строке «Другие»):
| Национальность | Численность | Процент |
| -------------- | ----------- | ------- |
| Русские        | 42 972      | 80,70   |
| Даргинцы       | 3689        | 6,93    |
| Армяне         | 1834        | 3,44    |
| Табасараны     | 678         | 1,27    |
| Цыгане         | 599         | 1,12    |
| Другие         | 3479        | 6,53    |
| Итого          | 53 251      | 100,00  |

По итогам переписи населения 2020 года проживали следующие национальности (национальности менее 1 % и другое, см. в сноске к строке «Другие»):
| Национальность | Численность, чел. | Доля     |
| -------------- | ----------------- | -------- |
| Русские        | 88 063            | 80,94 %  |
| Даргинцы       | 5404              | 4,97 %   |
| Армяне         | 3994              | 3,67 %   |
| Цыгане         | 1199              | 1,10 %   |
| Табасараны     | 1108              | 1,02 %   |
| Другие         | 9028              | 8,30 %   |
| Итого          | 108 796           | 100,00 % |

## Муниципально-территориальное устройство до 2020 года
C 2004 до марта 2020 года в Будённовский муниципальный район входили одно городское и 13 сельских поселений:
| №        | Муниципальное образование   | Административный центр    | Количество населённых пунктов | Население (чел.) | Площадь (км²) |
| -------- | --------------------------- | ------------------------- | ----------------------------- | ---------------- | ------------- |
| 1e-06    | Городское поселение         |                           |                               |                  |               |
| 1        | город Будённовск            | город Будённовск          | 1                             | 61 329           |               |
| 1.000002 | Сельские поселения          |                           |                               |                  |               |
| 2        | село Архангельское          | село Архангельское        | 1                             | 4913             | 13,24         |
| 3        | село Прасковея              | село Прасковея            | 1                             | 10 724           | 144,0         |
| 4        | село Толстово-Васюковское   | село Толстово-Васюковское | 1                             | 1508             | 215,00        |
| 5        | Архиповский сельсовет       | село Архиповское          | 2                             | 1507             | 124,83        |
| 6        | Искровский сельсовет        | посёлок Искра             | 4                             | 1965             | 298,75        |
| 7        | Краснооктябрьский сельсовет | село Красный Октябрь      | 2                             | 1393             | 33,3          |
| 8        | Новожизненский сельсовет    | село Новая Жизнь          | 2                             | 3095             | 247,24        |
| 9        | Орловский сельсовет         | село Орловка              | 3                             | 5035             | 331,75        |
| 10       | Покойненский сельсовет      | село Покойное             | 5                             | 9624             | 316,3         |
| 11       | Преображенский сельсовет    | село Преображенское       | 2                             | 2230             | 145,0         |
| 12       | Стародубский сельсовет      | село Стародубское         | 3                             | 6553             | 26,1          |
| 13       | Терский сельсовет           | посёлок Терский           | 3                             | 1602             | 260,63        |
| 14       | Томузловский сельсовет      | село Томузловское         | 2                             | 2321             | 23,2          |

## Населённые пункты
Распределение населения района
 Будённовск (53,06 %) Прасковея (10,05 %) Покойное (8,06 %) Архангельское (4,73 %) Стародубское (4,08 %) Остальные (20,02 %)
Входят 33 населённых пункта:
| №  | Населённый пункт     | Тип     | Население | Муниципальное образование   |
| -- | -------------------- | ------- | --------- | --------------------------- |
| 1  | Архангельское        | село    | ↗5038     | село Архангельское          |
| 2  | Архиповское          | село    | ↗1040     | Архиповский сельсовет       |
| 3  | Будённовск           | город   | ↘56 488   | город Будённовск            |
| 4  | Виноградный          | посёлок | ↘1100     | Орловский сельсовет         |
| 5  | Горный               | хутор   | ↘27       | Краснооктябрьский сельсовет |
| 6  | Добровольное         | село    | ↗400      | Архиповский сельсовет       |
| 7  | Доброжеланный        | посёлок | ↘800      | Орловский сельсовет         |
| 8  | Искра                | посёлок | ↘1009     | Искровский сельсовет        |
| 9  | Катасон              | посёлок | ↗600      | Покойненский сельсовет      |
| 10 | Красный Октябрь      | село    | ↘1172     | Краснооктябрьский сельсовет |
| 11 | Кудрявый             | посёлок | ↘100      | Терский сельсовет           |
| 12 | Левобережный         | посёлок | ↗400      | Покойненский сельсовет      |
| 13 | Луговой              | посёлок | ↘69       | Терский сельсовет           |
| 14 | Новая Жизнь          | село    | ↘1634     | Новожизненский сельсовет    |
| 15 | Новоалександровское  | село    | ↘78       | Покойненский сельсовет      |
| 16 | Орловка              | село    | ↗3308     | Орловский сельсовет         |
| 17 | Плаксейка            | посёлок | ↘300      | Стародубский сельсовет      |
| 18 | Покойное             | село    | ↘8584     | Покойненский сельсовет      |
| 19 | Полыновский          | посёлок | ↘200      | Покойненский сельсовет      |
| 20 | Правобережный        | посёлок | ↘600      | Томузловский сельсовет      |
| 21 | Прасковея            | село    | ↘10 695   | село Прасковея              |
| 22 | Преображенское       | село    | ↘2046     | Преображенский сельсовет    |
| 23 | Прогресс             | посёлок | ↗400      | Искровский сельсовет        |
| 24 | Стародубское         | село    | ↘4340     | Стародубский сельсовет      |
| 25 | Строителей           | посёлок |           |                             |
| 26 | Терек                | посёлок | ↘1828     | Стародубский сельсовет      |
| 27 | Терский              | посёлок | ↘1107     | Терский сельсовет           |
| 28 | Тихий                | посёлок | ↘250      | Искровский сельсовет        |
| 29 | Толстово-Васюковское | село    | ↘1022     | село Толстово-Васюковское   |
| 30 | Томузловское         | село    | ↘1888     | Томузловский сельсовет      |
| 31 | Херсонский           | посёлок | ↘500      | Преображенский сельсовет    |
| 32 | Целинный             | посёлок | ↗300      | Искровский сельсовет        |
| 33 | Чкаловский           | посёлок | ↘500      | Новожизненский сельсовет    |

Постановлением Думы Ставропольского края от 25 февраля 2021 года, было одобрено предложение в границах жилой застройки Строительно-монтажного поезда-169 (СМП-169) образовать новый населённый пункт под наименованием посёлок Строителей.

### Упразднённые населённые пункты
- Посёлок Звезда (до 1964 года — Четвёртая ферма совхоза «Большевистская искра»[52]). Снят с учёта решением Ставропольского краевого совета от 12.01.1977 года № 28[53].
- Посёлок Кизлярский (до 1964 года — Четвёртое отделение совхоза «Терский»[52]). Снят с учёта постановлением губернатора Ставропольского края от 18.05.1998 года № 335 в связи с переселением жителей другие населённые пункты[53][54].
- Немецкое село Немецкая (также Немецкая Колонка). Находилось к сев.-вост. от Ставрополя. До 1917 — Ставропольская губ., Благодаринский/Новогригорьевский у., Лиманская вол. Жит.: 181 (1920)[55]
- Немецкий хутор Сусановка. Находился к сев.- вост. от Георгиевска. До 1917 — Ставропольская губ., Святокрестовский (Прасковейский)/Новогригорьевский у., Стародубская вол.; в сов. период — Орджоникидзевский край, Архангельский р-н. Земли 1900 дес. (1916; 8 хоз.). Жит.: 81 (1925).
- Русско-Колонтаровское. Исключено из учётных данных 31 декабря 1966 года.

## Местное самоуправление
Председатели районной Думы
- Александр Юрьевич Юрченко[56]
- с 28 сентября 2020 года — Виктор Фёдорович Купаев

Главы администрации, главы муниципального района
- 2010—2015 — Сергей Владимирович Рашевский[56]
- с 2015 — Андрей Николаевич Соколов
- 2023—2024 — Сергей Владимирович Савченко[57]
- с 2024 года — Дмитрий Богданов[58]

## Официальная символика
Официальными символами района как муниципального образования являются герб и флаг, утверждённые 28 июня 2007 года решением Совета Будённовского муниципального района № 27/189. Они отражают исторические, культурные, национальные и иные традиции и особенности района.
На гербе муниципального образования, представляющем собой зелёно-золотой щит, изображены виноградная гроздь и три золотых головки пшеничного колоса, которые символизируют историческое прошлое района, его муниципально-территориальное устройство и аграрную административно-хозяйственную ориентацию. Флаг муниципального образования разработан на основе герба и полностью воспроизводит композицию последнего.

## Экономика
(без города Будённовска)
Основной отраслью в Будённовском районе является сельское хозяйство. На территории муниципального образования выращивается пшеница, подсолнечник, ячмень, кукуруза, кормовые культуры; организовано молочно-мясное скотоводство, птицеводство. Район занимает ведущее место в регионе по виноградарству и виноделию.
По статистике на 2007 год производством и реализацией сельскохозяйственной продукции занимаются 25 крупных сельскохозяйственных предприятия и 378 фермерских хозяйств. Основное направление деятельности — производство зерна. Имеются 22 торговых фирмы, 27 предприятий общественного питания, 46 — бытового обслуживания.
В организации научного обслуживания «Прикумская опытно-селекционная станция» занимаются выведением новых сортов, а также производством и реализацией элитных семян зерновых культур.
В районе имеется два элеватора общей ёмкостью 255 тыс. тонн, которые занимаются приёмкой, хранением и доработкой зерна.
Промышленное производство на территории Будённовского района представлено предприятиями пищевой и перерабатывающей промышленности. Четыре специализированных предприятия занимаются выращиванием плодов и винограда с последующей переработкой, а также производством, розливом и реализацией винодельческой продукции. Наибольший объём производства винодельческой продукции приходится на закрытое акционерное общество «Прасковейское», которое имеет авторитет и добрую славу в России и за её пределами.
Развивается хлопководство: в 2019 году здесь была проведена первая в РФ механизированная уборка хлопка.

## Образование и культура
(без города Будённовска)
Район располагает 19 общеобразовательными учреждениями, 23 — детскими дошкольными, 1 детским домом, социально-реабилитационный центром для несовершеннолетних, детским оздоровительно-образовательным лагерем, детско-юношеским конно-спортивным клубом, детско-юношеской спортивной школой.
В районе 19 домов культуры, 1 краеведческий музей истории Будённовского района, 3 детских школ искусств, 1 детская музыкальная школа, 22 сельские библиотеки.

## Здравоохранение
(без города Будённовска)
Количество учреждений здравоохранения: больниц — 6, сельских поликлиник — 4, фельдшерско-акушерских пунктов — 11, аптек — 21.

## СМИ
Газета «Прикумские новости». В настоящее время не выходит

## Люди, связанные с районом
Звания Герой Социалистического Труда удостоены жители района: И. И. Даниленко, В. Н. Полющенко, М. И. Золотарёва, П. Д. Кучеренко, Е. Ф. Трещёва, Н. К. Меркулов, И. Д. Евтеев.